# Fritillaria pelinaea
Fritillaria pelinaea är en liljeväxtart som beskrevs av Georgia Kamari. Fritillaria pelinaea ingår i Klockliljesläktet och i familjen liljeväxter. Inga underarter finns listade.